# 古座町
古座町（こざちょう）は和歌山県東牟婁郡にあった町。2005年4月1日、西牟婁郡串本町と合併して新たに東牟婁郡串本町となった。隣接する古座川町は合併から離脱し単独で残った。

## 地理
和歌山県の南東部に位置し、熊野灘に接していた。海岸線は吉野熊野国立公園に指定されている。
- 河川：古座川、田原川

## 歴史
- 1889年（明治22年）4月1日 - 町村制の施行により、古座浦・津荷村・中湊村の区域をもって古座村が発足。
- 1901年（明治34年）3月20日 - 古座村が町制施行して古座町となる。
- 1956年（昭和31年）3月30日 - 西向町・田原村と合併し、改めて古座町が発足。
- 2005年（平成17年）4月1日 - 西牟婁郡串本町と合併し、東牟婁郡串本町が発足。同日古座町廃止。

## 行政
古座町として最後の町長は加藤國司。

## 教育
小・中学校は合併後、串本町立となった。
- 高等学校
  - 和歌山県立古座高等学校⇒後に和歌山県立串本古座高等学校古座キャンパス
- 中学校
  - 古座町立田原中学校
  - 古座町立西向中学校
  - 古座町古座川町組合立古座中学校 - 古座川町内に置かれていた。現在は古座川町立古座中学校となっている。
- 小学校
  - 古座町立古座小学校
  - 古座町立田原小学校
  - 古座町立西向小学校
  - 古座町立養春小学校
  - 古座町立津荷小学校（2005年3月に廃校）

## 交通

### 鉄道
- 中心駅：古座駅
- 西日本旅客鉄道（JR西日本）
  - 紀勢本線（きのくに線）：（那智勝浦町） - 紀伊田原駅 - 古座駅 - 紀伊姫駅 - （串本町）

### 道路
- 国道42号
- 和歌山県道38号すさみ古座線
- 和歌山県道227号田原古座線
- 和歌山県道228号高瀬古座停車場線
- 和歌山県道234号長井古座線

## 名所・旧跡・観光スポット・祭事・催事
- 荒船海岸
- 重畳山神社
- 河内祭

## 出身の有名人
- 明石家さんま - タレント
- 寺田雅彦 - 日本ビクター代表取締役社長
- 岩見よしまさ - お笑いコンビ、飛石連休メンバー